# Stary cmentarz żydowski w Sokołowie Małopolskim
Stary cmentarz żydowski w Sokołowie Małopolskim – został założony w 1687 roku i znajdował się przy obecnej ul. Kochanowskiego. Był wykorzystywany do 1853 roku. Uległ zniszczeniu podczas II wojny światowej, po wojnie wybudowano na jego terenie magazyny. Po upadku komunizmu na terenie pocmentarnym wybudowano ohel upamiętniający cadyków Elimelecha Rubina i Abę Hipplera.